# قاعدة سبايكر الجوية

مواقع القواعد الأمريكية السابقة في العراق

قاعِدة الشهيد الطيار ماجد التميمي الجَويّة، وتعرف باسم قاعدة سبايكر الجوية، وعرفت قبل عام 2003 بقاعدة الصحراء الجوية، هي قاعدة جوية عراقية تخضع لسيطرة الدولة العراقية. تقع قرب تكريت على بعد حوالي 6 كيلو متراً إلى الغرب من نهر دجلة و108 كيلو متراً شمال العاصمة العراقية بغداد. تحوي القاعدة على مدرجين أحدهما طوله 2900 متراً والآخر 2200 متراً. سميت بقاعدة سبايكر الجوية نسبة إلى سكوت سبايكر وهو طيار بحري أمريكي قتل خلال حرب الخليج الثانية عندما أسقطت طائرته الإف/إيه-18 هورنت من قبل الملازم العراقي زهير داود في القوة الجوية العراقية.

## تاريخ
عرفت القاعدة قبل 2003 بقاعدة الصحراء الجوية لكن بعد الاحتلال وإسقاط نظام صدام تم تغيير اسمها إلى قاعِدة سبايكر الجَويّة وتعرف بالإنجليزية (COB Speicher) وسابقاً كانت تسمى (FOB Speicher) نسبة لاسم أحد الطيارين الأمريكان الذين شاركوا بحرب الخليج أو ما يعرف بتحرير الكويت. بعد خروج الإحتلال الأمريكي من العراق في 2011، أصبح الاسم الرسمي للقاعدة هو قاعِدة الشهيد الطيار ماجد التميمي الجَويّة.

## أهمية القاعدة الإستراتيجية
سبايكر قاعدة عملاقة ومحصّنة بقوة وبؤرة لانطلاق الصواريخ والطائرات، ولها أهمية ومن يسيطر عليها يحكم سيطرته على معظم مناطق العراق الشمالية، وذلك بسبب موقعها الذي يسمح للطيران بتغطية هذه المناطق. حاول تنظيم داعش أن يستولي عليها لكنه يلقى صداً من القوات العراقية إستراتيجية كبيرة.

## حادثة سبايكر
قام تنظيم داعش 12 يونيو 2014 بقتل 1700 طالب -على الأقل- في القوة الجوية العراقية عندما هاجم قاعدة سبايكر الجوية في تكريت، وكان هناك نحو 4000 طالباً في القوة الجوية -غير مسلحين- عند وقت الهجوم.

## الحشد الشعبي وسبايكر
إقتحمت مليشيات الحشد الشعبي قاعدة سبايكر في عام 2016 لمصادرة سلاح التدريب الخاص بقوات الشرطة العراقية 